# آکنر، سیونیک
آکنر (به ارمنی: Ակներ) یک روستا است که در استان سیونیک ارمنستان واقع شده‌است. آکنر در ۷۳ کیلومتری شمال کاپان، مرکز استان سیونیک واقع شده است.

## خصوصیات
آکنر ۱٫۸۹ کیلومترمربع مساحت و ۱٬۳۳۸ نفر جمعیت دارد و در ارتفاع ۱۷۰۰ متر بالاتر از سطح دریا قرار گرفته است.